# Żandarmeria NDH
Żandarmeria NDH (chorw. Oružničtvo NDH) – chorwacka formacja paramilitarna Niepodległego Państwa Chorwackiego (NDH) podczas II wojny światowej.
Po podbiciu Królestwa Jugosławii przez wojska osi utworzono 30 kwietnia 1941 w Zagrzebiu Najwyższe Dowództwo Żandarmerii (Vrhovno oružničko zapovjedništvo), aczkolwiek jego zalążki pojawiły się już w poł. kwietnia Wchodziło ono w skład Ministerstwa Obrony. Jednocześnie nowym władzom podporządkowała się Chorwacka Brygada Żandarmerii, stacjonująca od 1939 r. w Banovinie. Wkrótce przeszła ona reorganizację, która polegała na przekształceniu jej czterech pułków w jednostki nowej chorwackiej żandarmerii w sile ok. 6 tys. ludzi. Na pocz. czerwca oddziały Żandarmerii NDH uczestniczyły w akcji organizowania i dozbrajania lokalnych muzułmańskich milicji w Bośni i Hercegowinie, które broniła wiosek przed atakami serbskich czetników i komunistycznych partyzantów. Jeden oddział milicji był podporządkowany jednemu posterunkowi żandarmerii, w którym stacjonowało 50 żołnierzy. W styczniu 1942 r. Żandarmeria NDH została wzmocniona nowymi rekrutami, z których sformowano dwa pułki. Latem formacja liczyła ok. 11,6 tys. ludzi w sześciu pułkach. 26 czerwca przeniesiono ją z Min. Obrony pod bezpośrednie zwierzchnictwo dowództwa milicji ustaszowskiej. Natomiast pod względem administracyjnym i finansowym podlegała Ministerstwu Spraw Wewnętrznych.
1 listopada w miejscowości Bjelovar została utworzona Centralna Szkoła Żandarmerii (Centralna oružnička škola) podzielona na trzy bataliony. Powstała ona na bazie niewielkiej szkoły żandarmerii istniejącej wcześniej w Sremskiej Kamenicy w Sremie. Szkolenie trwało 2 lata. Ogółem ukończyło ją ok. 800 podoficerów i ok. 400 dowódców patroli. Część żandarmów przechodziła jeszcze szkolenie w Niemczech lub we Włoszech. Komendantem Szkoły był płk Krešimir Pavelić, a następnie płk Antun Magaš.
18 stycznia 1943 r. Żandarmerię NDH podporządkowano nowo utworzonemu Ministerstwu Formacji Zbrojnych, a w lutym 1944 r. – Ministerstwu Spraw Wewnętrznych. Jej organizacja wyglądała wówczas następująco: dowództwom żandarmerii podlegały dowództwa dystryktów (22 dystrykty i miasto Zagrzeb), obejmujące 78 oddziałów żandarmerii w sile kompanii, na dole znajdowały się dowództwa lokalne z 906 posterunkami żandarmerii. Pułki żandarmerii były odpowiedzialne za patrolowanie podległego terenu, zwalczanie propagandy czetnickiej i komunistycznej wymierzonej przeciwko władzom NDH oraz utrzymywanie porządku i prawa wśród ludności cywilnej. W rzeczywistości prowadzono też ciężkie walki, głównie z komunistami. Poszczególne posterunki były silnie ufortyfikowane w celu odpierania możliwych ataków do czasu nadejścia posiłków. Dochodziło do nich często, np. do poł. kwietnia 1942 r. zginęło w nich 283 żandarmów, 192 zostało rannych, a 245 zostało uznanych za zaginionych, co stanowiło 10% całości sił żandarmerii. Pod koniec wojny formacja liczyła ok. 10 tys. ludzi w pięciu pułkach i szkole żandarmerii.

## Skład organizacyjny dowództwa żandarmerii
- Komendant – gen. Milan Mizler, gen. Vilko Pečnikar,
- Zastępca – płk Mate Rupčić,
- Generalny Inspektor – płk Konstantin Pavić,
- Inspektor szkoły żandarmerii – płk Viktor Bek,
- Szef Oddziału Organizacyjnego – płk Viktor Mohr,
- Szef Oddziału Osobowego – płk Zlatko Obertynski,
- Szef Oddziału Administracyjnego – płk Ivan Oljača,
- Szef Oddziału Bezpieczeństwa – płk Simun Blažević,
- Szef Oddziału Służb – płk Stjepan Toma.

## Skład organizacyjny Żandarmerii NDH
- 1 Pułk Żandarmerii – Zagrzeb, od maja 1942 r. Sisak
- 2 Pułk Żandarmerii – Knin
- 3 Pułk Żandarmerii – Banja Luka
- 4 Pułk Żandarmerii – Sarajewo, od pocz. 1942 r. Tuzla
- 5 Pułk Żandarmerii – Sarajewo
- 6 Pułk Żandarmerii – Dubrownik, następnie Mostar
- 7 Pułk Żandarmerii – Zemun, następnie Split
- 8 Pułk Żandarmerii
- antypartyzancka Brygada „Petrinja”
- Batalion Szkoleniowy Żandarmerii
- Batalion Uderzeniowy Żandarmerii w Lice
- Centralna Szkoła Żandarmerii